# Shigang, Chongqing
Shigang (kinesiska: 石岗) är en socken i sydvästra Kina. Den ligger i Fengjie härad i storstadsområdet Chongqing,  omkring 310 kilometer nordost om det centrala stadsdistriktet Yuzhong. Antalet invånare är 22126. Befolkningen består av 10 603 kvinnor och 11 523 män. Barn under 15 år utgör 18,0 %, vuxna 15-64 år 68 %, och äldre över 65 år 12,0 %.